# Harry Markowitz
Harry Max Markowitz (ur. 24 sierpnia 1927 w Chicago, zm. 22 czerwca 2023 w San Diego) – amerykański ekonomista, laureat Nagrody Banku Szwecji im. Alfreda Nobla w dziedzinie ekonomii w 1990 r.
Od 1982 profesor City University of New York. Stworzył tzw. teorię portfelową, dotyczącą optymalizacji inwestycji finansowych. Nagrodę Banku Szwecji im. Alfreda Nobla otrzymał – razem z Mertonem Millerem i Williamem Sharpe’em – za pionierskie osiągnięcia na polu ekonomii finansowej i corporate finance.

## Wybrane publikacje
- Portfolio Selection: Efficient Diversification of Investments (1959)
- Mean-Variance Analysis in Portfolio Choise and Capital Markets (1987)
- A More Efficient Frontier (1999)